# Командний чемпіонат Європи зі спортивної ходьби 2021
Командний чемпіонат Європи зі спортивної ходьби 2021 був проведений в чеських Подєбрадах.
Рішення виконавчого комітету Європейської легкоатлетичної асоціації про проведення трьох поспіль (у 2021, 2023 та 2025 роках) першостей (з перейменуванням змагань з «Кубка Європи» на «Командний чемпіонат Європи») було оприлюднено 22 травня 2019.
За оновленим регламентом чемпіонату, жінки вперше в історії цих змагань розіграли медалі на дистанції 35 кілометрів, яка прийшла на заміну 50-кілометровій дисципліні.
Траса змагань (1-кілометрове коло) була прокладена в Лазенському парку (чеськ. Lázeňský park), що в центральній частині міста.

## Призери

### Чоловіки

#### 20 км
| Першість | Золото                                                              | Золото  | Срібло                                                                                          | Срібло     | Бронза                                                                          | Бронза     |
| -------- | ------------------------------------------------------------------- | ------- | ----------------------------------------------------------------------------------------------- | ---------- | ------------------------------------------------------------------------------- | ---------- |
| Особиста | Персеус Карлстрем Швеція                                            | 1:18.54 | Альваро Мартін Іспанія                                                                          | 1:19.14 PB | Дієго Гарсія Іспанія                                                            | 1:19.19 SB |
| Командна | Іспанія Альваро Мартін (2) Дієго Гарсія (3) Мігель Анхель Лопес (4) | 9 очок  | Італія Франческо Фортунато (5) Массімо Стано (8) Федеріко Тонтодонаті (11) Маттео Джуппоні (12) | 24         | Німеччина Нільс Брембах (10) Крістофер Лінке (13) Лео Кепп (21) Гаген Пеле (25) | 44         |

#### 50 км
| Першість | Золото                                                            | Золото     | Срібло                                                           | Срібло     | Бронза                                                                             | Бронза     |
| -------- | ----------------------------------------------------------------- | ---------- | ---------------------------------------------------------------- | ---------- | ---------------------------------------------------------------------------------- | ---------- |
| Особиста | Марк Тур Іспанія                                                  | 3:47.40 PB | Алексі Ояла Фінляндія                                            | 3:48.25 SB | Андреа Агрусті Італія                                                              | 3:49.52 PB |
| Командна | Італія Андреа Агрусті (3) Марко де Лука (5) Мікеле Антонеллі (15) | 23 очки    | Німеччина Натанієль Зайлер (6) Карл Юнгханс (8) Карл Доманн (10) | 24         | Україна Іван Банзерук (11) Валерій Літанюк (13) Ігор Главан (17) Антон Радько (23) | 41         |

#### 10 кмU20
| Першість | Золото                                                          | Золото   | Срібло                                                         | Срібло | Бронза                                           | Бронза |
| -------- | --------------------------------------------------------------- | -------- | -------------------------------------------------------------- | ------ | ------------------------------------------------ | ------ |
| Особиста | Хосе Луїс Ідальго Іспанія                                       | 41.35 PB | Пол Мак-Грат Іспанія                                           | 41.51  | Серхат Гюнгер Туреччина                          | 42.20  |
| Командна | Іспанія Хосе Луїс Ідальго (1) Пол Мак-Грат (2) Пабло Пастор (7) | 3 очки   | Франція Дімітрі Дюран (4) Люка Древілль (8) Флор'ян Петер (13) | 12     | Туреччина Серхат Гюнгер (3) Мустафа Текдаль (12) | 15     |

### Жінки

#### 20 км
| 20 км    | Золото                                                                            | Золото  | Срібло                                                           | Срібло     | Бронза                                                                       | Бронза     |
| -------- | --------------------------------------------------------------------------------- | ------- | ---------------------------------------------------------------- | ---------- | ---------------------------------------------------------------------------- | ---------- |
| Особиста | Антонелла Пальмізано Італія                                                       | 1:27.42 | Марія Перес Іспанія                                              | 1:28.03 SB | Лаура Гарсія-Каро Іспанія                                                    | 1:28.07 PB |
| Командна | Іспанія Марія Перес (2) Лаура Гарсія-Каро (3) Ракель Гонсалес (4) Юлія Такач (20) | 9 очок  | Україна Олена Собчук (6) Ганна Шевчук (7) Людмила Оляновська (8) | 21         | Італія Антонелла Пальмізано (1) Валентина Траплетті (10) Ніколь Коломбі (12) | 23         |

#### 35 км
| Першість | Золото                                                                                     | Золото     | Срібло                                                                                                | Срібло     | Бронза                                                                  | Бронза     |
| -------- | ------------------------------------------------------------------------------------------ | ---------- | --- | ---------- | ----------------------------------------------------------------------- | ---------- |
| Особиста | Антігоні Дрісбіоті Греція                                                                  | 2:49.55 PB | Елеонора Джорджі Італія                                                                               | 2:51.05 SB | Лідія Барчелла Італія                                                   | 2:51.50 PB |
| Командна | Італія Елеонора Джорджі (2) Лідія Барчелла (3) Федеріка Кур'яцці (8) Беатріче Форесті (14) | 13 очок    | Греція Антігоні Дрісбіоті (1) Кір'які Фільтісаку (7) Христина Пападопулу (10) Ефстатія Куркуцакі (16) | 18         | Білорусь Надія Дорожук (5) Анастасія Родькіна (6) Анастасія Яцевич (12) | 23         |

#### 10 кмU20
| Першість | Золото                                                            | Золото   | Срібло                                        | Срібло   | Бронза                                                               | Бронза   |
| -------- | ----------------------------------------------------------------- | -------- | --------------------------------------------- | -------- | -------------------------------------------------------------------- | -------- |
| Особиста | Елішка Мартінкова Чехія                                           | 45.46 PB | Адріана Вівейруш Португалія                   | 47.01 PB | Маель Біре-Еслуї Франція                                             | 47.05 NR |
| Командна | Португалія Адріана Вівейруш (2) Інеш Мендеш (5) Бруна Маркеш (16) | 7 очок   | Франція Маель Біре-Еслуї (3) Ельвіна Карр (4) | 7        | Чехія Елішка Мартінкова (1) Клара Главачова (14) Яна Зікмундова (17) | 15       |

## Виступ українців
Склад команди України на чемпіонат був затверджений виконавчим комітетом ФЛАУ. Європейська легка атлетика на ці змагання ввела вікові обмеження. Згідно з ними, участь у командному чемпіонаті Європи можуть брати лише ті спортсмени й спортсменки, які станом на 16 травня, день старту, досягли 18 років. Внаслідок цього, всі три юніорки — Валерія Шоломіцька, Юлія Луцька й Софія Криловецька — виявилися молодші, а, отже, їх не можна було заявити на чемпіонат. Оскільки замінити їх рівносильними спортсменками не вдалось, було прийнято рішення, що команда України не братиме участі у жіночих юніорських змаганнях.
За два дні до змагань команда України зазнала втрат. По прибутті до Подєбрад виявився позитивним тест на коронавірус у Тамари Гаврилюк, яка мала стартувати у ходьбі на 35 км. Разом з Гаврилюк були відсторонені від змагань та відправлені на ізоляцію, незважаючи на негативний тест, представник Київської області Назар Коваленко (їхав з Гаврилюк в автобусі) та волинянка Надія Боровська (жила разом з Гаврилюк у готельному номері).
Україна здобула на чемпіонаті дві медалі, обидві — у командному заліку. Першу медаль виграли чоловіки на дистанції 50 км. Бронзу Україні принесли Іван Банзерук, Валерій Літанюк, Ігор Главан і Антон Радько. Другу медаль — срібну — принесли жінки на дистанції 20 км. У складі команди йшли Олена Собчук, Ганна Шевчук і Людмила Оляновська.

### Чоловіки
| Місце | Атлет                             | Результат  |
| ----- | --------------------------------- | ---------- |
| 9     | Едуард Забуженко Київська область | 1:20.43    |
| 16    | Іван Лосев Київська область       | 1:22.41    |
| 20    | Віктор Шумік Волинська область    | 1:23.39 SB |
| —     | Назар Коваленко Київська область  | DNS        |

| Місце | Атлет                                     | Результат  |
| ----- | ----------------------------------------- | ---------- |
| 11    | Іван Банзерук Волинська область           | 3:53.51 SB |
| 13    | Валерій Літанюк Івано-Франківська область | 3:55.45 SB |
| 17    | Ігор Главан Сумська область               | 3:58.12 SB |
| 23    | Антон Радько Сумська область              | 4:06.41 SB |

| Місце | Атлет                               | Результат |
| ----- | ----------------------------------- | --------- |
| 10    | Тарас Корецький Волинська область   | 42.52 PB  |
| 14    | Олександр Мицик Житомирська область | 44.58 PB  |
| 16    | Єгор Шелест Сумська область         | 46.17 PB  |

### Жінки
| Місце | Атлетка                                | Результат  |
| ----- | -------------------------------------- | ---------- |
| 6     | Олена Собчук Волинська область         | 1:29.54 SB |
| 7     | Ганна Шевчук Івано-Франківська область | 1:29.56    |
| 8     | Людмила Оляновська Київська область    | 1:29.56    |
| —     | Надія Боровська Волинська область      | DNS        |

| Місце | Атлетка                                   | Результат  |
| ----- | ----------------------------------------- | ---------- |
| 17    | Христина Юдкіна Івано-Франківська область | 3:14.46 PB |
| —     | Яна Фарина Волинська область              | DNF        |
| —     | Людмила Шелест Сумська область            | DQ         |
|       | Тамара Гаврилюк Житомирська область       | DNS        |

| Місце           | Атлетка | Результат |
| --------------- | ------- | --------- |
| не брали участі |         |           |

## Медальний залік
За регламентом змагань, крім особистих медалей спортсменів, до медального заліку включаються нагороди, отримані країнами за підсумками командного заліку в межах кожної дисципліни.
| Місце               | Країна              | Золото | Срібло | Бронза | Загалом |
| ------------------- | ------------------- | ------ | ------ | ------ | ------- |
| 1                   | Іспанія             | 5      | 3      | 3      | 11      |
| 2                   | Італія              | 3      | 2      | 3      | 8       |
| 3                   | Греція              | 1      | 1      | 0      | 2       |
| 3                   | Португалія          | 1      | 1      | 0      | 2       |
| 5                   | Чехія               | 1      | 0      | 0      | 1       |
| 5                   | Швеція              | 1      | 0      | 0      | 1       |
| 7                   | Франція             | 0      | 2      | 1      | 3       |
| 8                   | Німеччина           | 0      | 1      | 1      | 2       |
| 8                   | Україна             | 0      | 1      | 1      | 2       |
| 10                  | Фінляндія           | 0      | 1      | 0      | 1       |
| 11                  | Туреччина           | 0      | 0      | 2      | 2       |
| 12                  | Білорусь            | 0      | 0      | 1      | 1       |
| Загалом (12 збірні) | Загалом (12 збірні) | 12     | 12     | 12     | 36      |